# أسطورة بداية الخلق عند شعب الصين القديم

## نص الأسطورة
يحكى انه في العهود الموغلة في القدم كانت السماء والارض صنوين لا ينفصلان، وكان الفضاء يشبه بيضة كبيرة، في داخلها ظلام دامس، لا يمكن من خلاله تمييز الاتجاهات. ونشأ في هذه البيضة الكبيرة بطل عظيم واسمه «بان قو» يفصل الأرض عن السماء. واستيقظ بان قو بعد 18 الف سنة من النوم، ولم ير الا ظلاما حالكا، وشعر بحرارة شديدة حتى كاد يختنق، وكان يريد النهوض، لكن قشرة البيضة كانت تلف جسده بشدة، ولم يتمكن من مد يديه ورجليه، فغضب «بان قو» واخذ يلوح بفأس كانت معه، وبعد ذلك سمع صوتا مدويا وانشقت البيضة فجأة، وتطايرت المواد الخفيفة والصافية إلى الاعلى لتشكل السماء وسقطت المواد الثقيلة والعكرة إلى الاسفل لتكون الأرض.
وكان بان قو سعيدا جدا بعد انفصال الأرض عن السماء، لكنه خاف من امكانية التقاء السماء والارض مرة أخرى في يوم ما، لذلك، وقف بين السماء والارض، وكان طوله يزداد عشرة امتار يوميا، ويزداد ارتفاع السماء وسمك الأرض عشرة امتار يوميا أيضا، وبعد 18 الف سنة، أصبح بان قو عملاقا، وبلغ طوله 45 الف كيلومتر، وهكذا استقرت السماء والارض آخيرا، ويشعر بان قوه بالتعب الشديد لكنه مطمئن نسبيا، اما الاسطورة فقالت ان جسده الضخم انهار فجأة.
وبعد وفاة بان قو، أصبحت عينه اليسرى الشمس الحمراء، واصبحت عينه اليمنى القمر الفضي، وتحولت انفاسه الآخيرة إلى رياح وسحب، واصبح صوته الاخير هدير الرعد، واصبح شعره ولحيته نجوما متلألئة، وتحول رأسه واطرافه الاربعة إلى أربعة اقطاب للارض وجبال شامخة، وتحول دمه إلى انهار وبحيرات، واصبحت عروقه طرقا، واصبحت عضلاته اراضي خصبة، واصبح جلده واوباره ازهارا واعشابا واشجارا، واصبحت اسنانه وعظامه معادن واحجارا كريمة، وتحول عرقه إلى أمطار وندى، ومن هنا تقول الاسطورة ظهور الدنيا.

## خلق البشر
يحكى ان الالهة «نيوى وا» التي تتميز بجسد إنسان وذيل تنين كانت تتجول بين السماء والارض بعد انفصالهما بسبب«بان قو»، ورغم وجود الجبال والانهار والنباتات والحيوانات على سطح الأرض في ذلك الوقت، لكن الدنيا كانت راكدة وهامدة بسبب عدم وجود بشر، وفي يوم من الايام، شعرت «نيوى وا» بالوحدة وهي تتجول على الأرض الساكنة، لذلك، قررت إضافة اشياء مفعمة بالروح والحيوية إلى الدنيا.
كانت نيوى وا تسير على ضفة النهر الأصفر، ورأت صورتها المنعكسة على صفحة الماء، ولم تتمالك عن فرحتها، فقررت صنع دمى من الطين اللين على ضفة النهر، وكانت ذكية وماهرة، فصنعت الكثير من الدمى بسرعة، وكادت تلك الدمى تشبهها تماما، لكنها زودت الدمى باقدام بدلا من ذيل التنين، وبعد ذلك، نفخت نيوى وا عليها، واصبحت تلك الدمى حية تستطيع المشي والنطق وتتمتع بالذكاء والروعة، وسمتها نيوى وا«الإنسان»، وادخلت نيوى وا الروح الذكرية-العنصر الذكري في الطبيعة، إلى بعض الناس فاصبحوا رجالا، وادخلت الروح الانثوية- العنصر الانثوي في الطبيعة، إلى بعضهم الآخر، فاصبحوا نساء، وكان اولئك الرجال والنساء يرقصون بفرح وسروح حول الالهة نيوى وا، واضفوا النشاط والحيوية على الأرض.
وارادت نيوى وا نشر البشر في كل انحاء الارض، لكنها كانت متعبة جدا، فوجدت طريقة سهلة جدا لذلك، إذ صنعت حبلا من الاعشاب ووضعته في طين النهر واخذت تلفه في الطين إلى ان انغمر باكمله، ثم سحبت الحبل من النهر واخذت تهزه يمنة ويسرة، وتناثرت قطع الطين اللين هنا وهناك، واصبحت هذه القطرات حسبما تقول الاسطورة بشرا صغارا الحجم، وهكذا خلقت نيوى وا ناسا منتشرين في انحاء الأرض.
ولم تكثف نيوى وا بذلك، وبدأت تفكر في كيفية استمرار الإنسان جيلا بعد جيل، لان تلك المخلوقات ستموت عاجلا أو آجلا، لذلك، زوجت نيوى وا الرجال والنساء ليتناسلوا وتستمر دورة الحياة، وهكذا استمر البشر بالتناسل والازدياد يوما بعد يوم.